# Sōjirō Ishii
Sōjirō Ishii (jap. 石井 壮二郎, Ishii Sōjirō; * 29. März 1970 in der Präfektur Hyōgo) ist ein ehemaliger japanischer Fußballspieler.

## Karriere
Ishii erlernte das Fußballspielen in der Schulmannschaft der Mikage High School und der Universitätsmannschaft der Meiji-Universität. Seinen ersten Vertrag unterschrieb er 1992 bei Gamba Osaka. Der Verein spielte in der höchsten Liga des Landes, der J1 League. Für den Verein absolvierte er 36 Erstligaspiele. 1997 wechselte er zum Zweitligisten Denso. Ende 1998 beendete er seine Karriere als Fußballspieler.